# 礼记
《禮記》，儒家經典之一，是孔子學生及戰國時期儒家學者解說《禮經》和「禮學」的文集。這些篇章原本分散流傳，數量頗多，大多無法確知作者的姓名身分，所以《漢書·藝文志》泛稱為：「《記》百三十一篇，七十子後學所記也。」漢代的儒者選錄這些「《禮》之記文」，編輯成書，作為教授《儀禮》的參考。漢代授禮學者，自后蒼起分三家，戴德《大戴禮記》八十五篇，戴聖《小戴禮記》四十九篇，慶普《慶普禮記》四十九篇，其中《慶普禮》不傳，《大戴禮》殘缺，而以《小戴禮》最為通行，一般所稱的《禮記》通常就是指《小戴禮記》。
汉景帝时魯恭王劉餘因整修宮室，毀壞孔府舊宅，得古文經《禮》五十六篇於壞壁之中。其中有十七篇与今文經《禮》相同，餘下三十九篇則屬於逸《禮》。禮家將〈奔喪〉、〈投壺〉等逸禮篇章錄於《禮記》而流傳下來，其餘篇章因藏之秘府，世人难得一见，後來散逸不传。
《礼记》全書以散文撰成，一些篇章饒具文學价值。有的用短小的生动故事阐明某一道理，有的气势磅礴、结构谨严，有的言简意赅、意味隽永，有的擅长心理描写和刻画，书中还收有大量富有哲理的格言、警句，精闢而深刻。
《礼记》不仅涉及了周朝的禮樂制度，也重視君子的道德修養和治世理想。其中有名的篇章，有〈大學〉、〈中庸〉、〈禮運〉等等。〈大學〉与〈中庸〉為朱熹选入“四书”，作為君子修身的指引。〈禮運〉首段是孔子与子游的对话，又稱為〈禮運·大同〉篇，反映了儒家治世的理想境界。

## 篇章
| - 曲礼上 - 曲礼下 - 檀弓上 - 檀弓下 - 王制 - 月令 - 曾子问 - 文王世子 - 礼运 - 礼器 - 郊特牲 | - 内则 - 玉藻 - 明堂位 - 丧服小记 - 大传 - 少仪 - 学记 - 乐记 - 杂记上 - 杂记下 - 丧大记 | - 祭法 - 祭义 - 祭统 - 经解 - 哀公问 - 仲尼燕居 - 孔子闲居 - 坊记 - 中庸 - 表记 - 缁衣 | - 奔丧 - 问丧 - 服问 - 间传 - 三年问 - 深衣 - 投壶 - 儒行 - 大学 - 冠义 - 昏义 | - 乡饮酒义 - 射义 - 燕义 - 聘义 - 丧服四制 |

## 文本承续
唐朝孔颖达《礼记正义》引郑玄《六藝論》：“汉兴，高堂生得《礼》十七篇；后得孔氏壁中、河间献王古文《礼》五十六篇、《记》百三十一篇”。小戴传《礼记》四十九篇的说法，也是从东汉郑玄开始的，依据的是也是孔引《六艺论》：“案《汉书·艺文志》、《儒林傳》云，传《礼》者十三家，惟高堂生及五传弟子戴德、戴圣名在也”、“今礼行于世者戴德、戴圣之学也”、“戴德传《记》八十五篇，则《大戴记》是也，戴圣传《记》四十九篇，则此《礼记》是也。”而“大戴删古《记》，小戴删大戴”的说法，依据为唐陸德明《經典釋文·序录》引西晉陳邵《周礼论·序》所云：“戴德删古礼二百四篇为八十五篇，谓之《大戴礼》。戴圣删《大戴礼》为四十九篇，是为《小戴礼》。後漢馬融、盧植考诸家异同，附戴圣篇章，去其繁重，及所叙略，而行于世，即今之《礼记》也。郑玄亦依卢、马之本而注焉。” 唐貞觀官撰《隋书·經籍志》也使用了类似说法。
晚近以来，多人对删书说法提出了怀疑，对《大戴礼记》、《小戴礼记》的篇章数与篇章异同，以及材料来源，乃至漢時是否存在《大戴礼记》，是否已成书并流传，都提出了问题。因为《汉书·艺文志》做为书目，没有记载大小戴传的是哪些内容，以及是否为礼之《记》。《汉书·艺文志》原记载为：“《礼古经》五十六卷，《经》七十（十七？）篇，《记》百三十一篇，......。凡《礼》十三家，五百五十五篇”。不过，《汉书·艺文志》下文记载了二戴“立学官”：“汉兴，鲁高堂生传《士礼》十七篇。讫孝宣世，后仓最明。戴德、戴圣、慶普皆其弟子，三家立于学官。《礼古经》者，出于鲁淹中及孔氏，与十七篇文相似，多三十九篇。”《汉书·儒林传》另处记载了二戴师承及授业事。现在知道，汉人在使用“礼”与“礼记”这两个词时，界限不是那么清楚的。而当代新发现的簡帛文献对廓清文本传承带来了新的期望，如郭店楚简文字的分析就证实了《缁衣》篇的源头出于先秦。

## 
- 《禮記註疏》：東漢鄭玄注《禮記注》；唐孔穎達疏《禮記正義》六十三卷。五經正義、十三經注疏之一。
- 《大學章句》一卷、《中庸章句》一卷：南宋朱熹著《四書章句集注》。
- 《禮記集說》十卷：元陳澔撰。明代科舉取士必讀經典[8]。
- 《禮記析疑》四十八卷：清方苞著。
- 《禮記集解》五十卷：清孫希旦著。

## 地位
朱熹撰有《朱子家禮》一书，他認為“《禮記》只是解《儀禮》”。「《儀禮》是經，《禮記》是解《儀禮》。且如《儀禮》有〈冠禮〉，《禮記》便有〈冠義〉；《儀禮》有〈昏禮〉，《禮記》便有〈昏義〉。以至燕、射之禮，莫不皆然。」
阮元在《书东莞陈氏〈学蔀通辩〉后》说：“朱子中年讲理，固已精实，晚年讲礼，尤耐繁难，诚有见乎理必出于礼也。古今所以治天下者礼也，五伦皆礼……且如殷尚白，周尚赤，礼也。使居周而有尚白者，若以非礼折之，则人不能争，以非理折之，则不能无争矣。故理必附乎礼以行，空言理，则可彼可此之邪说起矣。”

### 引用
1. ↑  皮锡瑞《经学通论·三礼》：“ 汉所谓《礼》，即今十七篇之《仪礼》，而汉不名《仪礼》，专主经言，则曰《礼经》，合记而言，则曰《礼记》。許慎 、盧植所称《礼记》，皆即《仪礼》与篇中之记，非今四十九篇之《礼记》也。其后《礼记》之名为四十九篇之记所夺，乃以十七篇之《礼经》别称《仪礼》。”
2. ↑  《漢書卷五十三·列傳第二十三·景十三王傳》“魯恭王餘以孝景前二年立為淮陽王。吳、楚反破後，以孝景前三年徙王魯。”“恭王初好治宮室，壞孔子舊宅以廣其宮，聞鐘磬琴瑟之聲，遂不敢復壞，於其壁中得古文經傳。”
3. ↑  《移書讓太常博士》「及魯恭王壞孔子宅，欲以為宮，而得古文於壞壁之中，逸《禮》有三十九篇。」
4. ↑  陸德明《經典釋文》：「鄭《六藝論》：公後得孔氏壁中河間獻王古文《禮》五十六篇，《記》百三十一篇，《周禮》六篇。其十七篇與髙堂生所傳同，而字多異。劉向別錄云古文《記》二百四篇。《藝文志》曰《禮》古經五十六篇出于魯淹中。」
5. ↑  孔穎達《禮記正義》：「漢興後得古文，而禮家又貪其說，因合於《禮記》耳。〈奔喪〉禮」司凶禮也……謂之逸《禮》，其〈投壺〉禮亦此類也。」
6. ↑  郭沫若《儒家八派的批判》：“《礼记·礼运》一篇，毫无疑问，便是子游氏之儒的主要经典。那是孔子与子游的对话。”但《史记·仲尼弟子列传》谓子游“少孔子四十五岁”，《洙泗考信录》考得孔子任大司寇時年五十二歲，此时子游年仅七岁，如何能论“大同小康”之义。
7. ↑  「昏」通「婚」。
8. ↑  《南康府志》：「太宗文皇帝纂修大全，特取其書，頒行天下，列聖相承，教人取士亦皆遵行」。
9. ↑  《朱子語類·卷八十七》
10. ↑  《揅经室续集三集》

### 书籍
- 葉衡 選註. . 學生國學叢書. 台北市: 台灣商務印書館. 1964年12月. OCLC 37636933.

## 延伸阅读
[在维基数据编辑]
 在维基文库阅读本作品原文（ 在维基共享资源阅览影像）
 《欽定古今圖書集成·理學彙編·經籍典·禮記部》，出自陈梦雷《古今圖書集成》